# Boulevard de Seattle
Le boulevard de Seattle est une voie de Nantes, en France.

## Situation et accès
Situé à la limite des quartiers Malakoff - Saint-Donatien et Doulon - Bottière, et constituant une partie des « boulevards de ceinture » nantais, il est long d'environ 700 m. Le boulevard part du prolongement du boulevard de Doulon, au nord, dont il est séparé par un pont ferroviaire enjambant la ligne de Tours à Nantes, pour déboucher sur le boulevard de Sarrebruck, au sud. Sur son côté est, il rencontre le boulevard de la Prairie-de-Mauves, tandis que, sur le côté opposé, au même niveau, débouche la rue de la Roche. À son extrémité sud débouche également le chemin des Bateliers.

## Origine du nom
Ce nom commémore le jumelage de Nantes et de la ville américaine de Seattle, officialisé le 27 avril 1981.

## Historique
Le boulevard est construit à l'initiative de la ville de Nantes qui souhaitait alors relier la commune de Doulon à celle de Chantenay. La décision est prise par les édiles nantais en 1873, au grand dam de leurs homologues doulonnais qui voient là une atteinte à l'indépendance de leur commune. Finalement, Doulon accepte, deux ans plus tard, l'aménagement du boulevard sur le territoire communal à la condition que les travaux soient entièrement à la charge de la ville de Nantes et que celle-ci lui verse une annuité de 1 600 francs durant 30 ans, à partir de 1876, afin que la commune de Doulon puisse emprunter 40 000 francs à la caisse des chemins vicinaux pour l'acquisition des terrains.
Ainsi, trois ans plus tard, le boulevard est terminé et mesure 1 438 mètres de long, allant jusqu'au bord de la Loire. En 1881, on envisage même la construction d'un pont franchissant le fleuve afin de rejoindre Saint-Sébastien-sur-Loire, mais ce projet n'aboutit pas.
Lors des pourparlers sur les modalités d'« annexion » de Doulon à Nantes, on propose même aux Doulonnais de ne rattacher que la partie la plus urbanisée de leur commune, à l'ouest du boulevard (le quartier de « Toutes-Aides »), qui constituerait ainsi la nouvelle limite administrative entre les deux entités. Mais, ni Doulon, ni le maire de Nantes, Paul-Émile Sarradin, ne sont favorables à cette solution ; l'annexion est décidée par une loi du 3 avril 1908.
Depuis cette date, cette partie de l'ancien « boulevard de Mauves » ne s'est quasiment pas urbanisée, en opposition au « boulevard de Doulon », hormis la présence de quelques entrepôts, ainsi que l'usine des « services des eaux », créée le 1er juin 1895 par la ville de Nantes, qui s'installe à cet endroit, à la suite de l'achat de la « tenue de la Roche » à un jardinier, Athanase Deshaie.
Avant l'annexion de la commune de Doulon à la ville de Nantes en 1908, il constituait la partie sud du « boulevard de Mauves », dont la partie nord prend le nom de « boulevard de Doulon » au moment du rattachement communal. Jusqu'au 25 mai 1898, le « boulevard de Mauves » constituait lui-même le tronçon sud du « boulevard Saint-Donatien ».
Dans les années 1980, est aménagé le boulevard de la Prairie-de-Mauves (baptisé alors « pénétrante est »), permettant, depuis le boulevard de Seattle, de rejoindre le périphérique et l'autoroute A811 au niveau de la Porte d'Anjou.
Le parc de la Roche au sud-ouest de boulevard est également aménagé durant cette période en remplacement d'une décharge municipale.
Son nom actuel lui est attribué par délibération du conseil municipal du 23 mars 1981, 
Depuis octobre 2013, le boulevard est parcouru par le Chronobus C3, prolongé depuis Malakoff, vers la station de la ligne 1 du tramway, « Boulevard de Doulon », se substituant ainsi à la ligne de bus 58.

## Voies latérales secondaires

### Boulevard de la Prairie-de-Mauves
Il s'agit d'un tronçon de l'A811 (qui fut appelé aussi « pénétrante est »). Cette voie, de plus de 3,1 km, assure la liaison entre le boulevard de Seattle et la « Porte d'Anjou » du périphérique nantais, en traversant la partie occidentale de la prairie de Mauves. Elle rencontre la rue de l'Étier à la moitié de son tracé.
À son raccordement ouest au boulevard de Seattle, l'artère possède deux voies de circulation, séparées par un vaste terre-plein central triangulaire, amorce d'un projet d'échangeur qui aurait permis de la prolonger jusqu'à la gare SNCF sud, coupant la Petite Amazonie de Nantes en deux ; ce projet est abandonné à la suite du classement de ce marais en Znieff, en 1993.
Ce terre-plein se trouvant à l'extrémité ouest du boulevard accueille depuis septembre 2015, un nouveau parking-relais de 204 places, permettant aux automobilistes de délaisser leurs véhicules au profit de la ligne de chronobus C3.
Aujourd'hui, le boulevard est bordé au nord par la zone industrielle de la Prairie-de-Mauves, abritant, notamment, le nouveau siège de l’opérateur public de collecte des déchets (OPC) de Nantes Métropole, tandis que le côté sud est occupé par une prairie descendant vers la Loire, ainsi que par quelques usines, à son extrémité ouest.
À l'extrémité est, proche de l'échangeur, se trouve un terrain d'accueil des gens du voyage.

### Chemin des Bateliers
Cet ancien chemin de halage, prolongé par le « chemin de halage de la Loire », longe la Loire sur 400 mètres, desservant entrepôts et maisons particulières, bifurque au nord sous le boulevard de la Prairie-de-Mauves, et débouche sur le Chemin du Bas, dans la zone industrielle de la Prairie-de-Mauves, donnant aussi accès à la gare du Grand-Blottereau.
L'extrémité ouest dessert la centrale de production biomasse alimentant le réseau de chaleur de l'agglomération nantaise géré par la société ERENA (filiale Cofely, groupe GDF Suez).

### Allée des Vinaigriers
Cette impasse commence chemin des Bateliers et dessert quelques entrepôts, dont l'un abrite un skatepark baptisé « Le Hangar ».

### Rue de la Roche
Cette artère, baptisée « rue Rosa-Parks » jusqu'au 14 avril 2014, longe le parc de la Roche sur son côté sud, tandis que le côté nord est bordé d'installations sportives, ainsi que l'une des trois mosquées nantaises, la mosquée Assalam, avant de rejoindre la rue de la Révolution-des-Œillets.

## Sources
- Noël Guillet, Doulon : De l'indépendance à l'annexion - Cent ans de vie municipale, Nantes, Association Doulon-histoire, 2000, 194 p. (ISBN 2-908289-19-9)

## Coordonnées des lieux mentionnés
1. ↑  Boulevard de la Prairie-de-Mauves : 47° 13′ 28″ N, 1° 29′ 54″ O
2. ↑  Chemin des Bateliers : 47° 13′ 09″ N, 1° 30′ 40″ O
3. ↑  Allée des Vinaigriers : 47° 13′ 11″ N, 1° 30′ 44″ O
4. ↑  Rue de la Roche : 47° 13′ 09″ N, 1° 31′ 06″ O